# NGC 962
NGC 962 ist eine Elliptische Galaxie vom Hubble-Typ E1 im Sternbild Walfisch südlich der Ekliptik. Sie ist schätzungsweise 210 Millionen Lichtjahre von der Milchstraße entfernt und hat einen Durchmesser von etwa 85.000 Lj.
Das Objekt wurde im Jahr 1871 von Edouard Stephan mithilfe eines 80-cm-Teleskops entdeckt.